# MacGyver: Trail to Doomsday
MacGyver: Trail to Doomsday is een Amerikaanse televisiefilm naar een scenario van Lee David Zlotoff en John Considine, geregisseerd door Charles Correll.

## Rolverdeling
| Acteur                | Personage      |
| --------------------- | -------------- |
| Richard Dean Anderson | Angus MacGyver |
| Beatie Edney          | Natalia        |
| Peter Egan            | Frederick      |
| Alun Armstrong        | Capshaw        |
| Bob Sherman           | Anthony Graves |
| Lena Headey           | Elise Moran    |
| Michael Cronin        | Dr. Massey     |
| Jack Ellis            | Joseph         |
| Nicholas Farrell      | Paul Moran     |
| Robert Gwilym         | Nikolai        |
| Gabe Cronnelly        | polisman       |
| Nicholas Hutchison    | Jenkins        |
| Richard James         | labotechnicus  |
| Vincent Keane         | Claude         |
| Rocky Taylor          | Plato          |

## Plot
MacGyver is in Londen voor de verjaardag van zijn vriend Paul Moran. Tijdens het feest wordt Paul vermoord en zijn dochter Elise ontvoerd door terroristen. Met hulp van Pauls broer en de ex-KGB-agente Natalia ontdekt MacGyver dat Paul werd vermoord omdat hij een geheime atoomfabriek ontdekt had. Het spoor leidt MacGyver naar een complot van wapensmokkelaars.